# Jérémy Groleau
Jérémy Groleau (né le 25 octobre 1999 à Saint-Nicolas, dans la province de Québec au Canada) est un joueur professionnel canadien de hockey sur glace. Il est le fils de François Groleau.

## Carrière en club
En 2015, il commence sa carrière avec les Saguenéens de Chicoutimi dans la Ligue de hockey junior majeur du Québec. Il passe professionnel avec les Devils de Binghamton dans la Ligue américaine de hockey en 2018. En 2023, il signe au Färjestad BK dans la SHL.

## Statistiques
| Saison    | Équipe                   | Ligue      |                   | Saison régulière  | Saison régulière  | Saison régulière  | Saison régulière  | Saison régulière  |                   | Séries éliminatoires | Séries éliminatoires | Séries éliminatoires | Séries éliminatoires | Séries éliminatoires |
| Saison    | Équipe                   | Ligue      | PJ                | B                 | A                 | Pts               | Pun               | PJ                | B                 | A                    | Pts                  | Pun                  |                      |                      |
| 2014-2015 | Commandeurs de Lévis     | Midget AAA | 42                | 3                 | 8                 | 11                | 10                | 10                | 2                 | 0                    | 2                    | 0                    |                      |                      |
| 2015-2016 | Saguenéens de Chicoutimi | LHJMQ      | 42                | 1                 | 3                 | 4                 | 8                 | 6                 | 0                 | 0                    | 0                    | 0                    |                      |                      |
| 2016-2017 | Saguenéens de Chicoutimi | LHJMQ      | 59                | 3                 | 9                 | 12                | 19                | 17                | 1                 | 1                    | 2                    | 2                    |                      |                      |
| 2017-2018 | Saguenéens de Chicoutimi | LHJMQ      | 63                | 4                 | 11                | 15                | 18                | 6                 | 0                 | 0                    | 0                    | 0                    |                      |                      |
| 2018-2019 | Saguenéens de Chicoutimi | LHJMQ      | 57                | 8                 | 15                | 23                | 16                | 4                 | 0                 | 1                    | 1                    | 4                    |                      |                      |
| 2018-2019 | Devils de Binghamton     | LAH        | 5                 | 1                 | 1                 | 2                 | 0                 | -                 | -                 | -                    | -                    | -                    |                      |                      |
| 2019-2020 | Devils de Binghamton     | LAH        | 32                | 0                 | 7                 | 7                 | 18                | -                 | -                 | -                    | -                    | -                    |                      |                      |
| 2019-2020 | Thunder de l'Adirondack  | ECHL       | 5                 | 0                 | 0                 | 0                 | 0                 | -                 | -                 | -                    | -                    | -                    |                      |                      |
| 2020-2021 | Devils de Binghamton     | LAH        | 21                | 0                 | 0                 | 0                 | 10                | -                 | -                 | -                    | -                    | -                    |                      |                      |
| 2021-2022 | Comets d'Utica           | LAH        | 50                | 2                 | 7                 | 9                 | 18                | 3                 | 0                 | 0                    | 0                    | 2                    |                      |                      |
| 2022-2023 | Comets d'Utica           | LAH        | 43                | 2                 | 8                 | 10                | 14                | 4                 | 0                 | 2                    | 2                    | 2                    |                      |                      |
| 2023-2024 | Färjestad BK             | SHL        | Saison en cours ? | Saison en cours ? | Saison en cours ? | Saison en cours ? | Saison en cours ? | Saison en cours ? | Saison en cours ? | Saison en cours ?    | Saison en cours ?    | Saison en cours ?    |                      |                      |

## Transaction en carrière
- Le 24 juillet 2018, il signe avec les Devils du New Jersey.